# Großsteingrab Afbyggerstedet
Das Großsteingrab Afbyggerstedet war eine megalithische Grabanlage der jungsteinzeitlichen Nordgruppe der Trichterbecherkultur im Kirchspiel Uggeløse in der dänischen Kommune Allerød. Es wurde im 19. Jahrhundert zerstört.

## Lage
Das Grab lag südlich von Lynge am Nordostrand des Mølleåens Golf Klub. In der näheren Umgebung gibt bzw. gab es zahlreiche weitere megalithische Grabanlagen.

## Forschungsgeschichte
Im Jahr 1890 führten Mitarbeiter des Dänischen Nationalmuseums eine Dokumentation der Fundstelle durch. Zu dieser Zeit waren keine baulichen Überreste mehr auszumachen.

## Beschreibung
Die Anlage besaß eine ost-westlich orientierte längliche Hügelschüttung unbekannter Größe. Ob ursprünglich eine Umfassung vorhanden war, ist unklar. Der Hügel enthielt eine Grabkammer, die wohl als Dolmen anzusprechen ist. Sie war ost-westlich orientiert und hatte einen rechteckigen Grundriss. Die Maße der Kammer sind unbekannt.